# San Antonio Oeste
San Antonio Oeste è una città portuale dell'Argentina, situata sulla costa atlantica, nel punto più interno del Golfo San Matías, in corrispondenza dell'omonima baia. Appartiene alla provincia del Río Negro ed è capoluogo del dipartimento omonimo. Ha una popolazione di circa 17 000 abitanti. Dista 172 km dalla capitale provinciale Viedma.